# Sikkimsånghöna
Sikkimsånghöna (Arborophila mandellii) är en hotad asiatisk fågel i familjen fasanfåglar inom ordningen hönsfåglar. Den förekommer i bergsbelägen barrskog från Sikkim till Tibet. Den är fåtalig och minskar i antal till följd av skogsavverkning. IUCN kategoriserar den som nära hotad.

## Kännetecken

### Utseende
Sikkimsånghönan är en 28 cm lång, karakteristisk hönsfågel med kastanjefärgat bröstband och grå buk. Den skiljer sig från liknande roststrupig sånghöna (A. rufogularis) genom att vara mer roströd på hjässa och huvudsidor samt helt kastanjefärgad på övre delen av bröstet. Den har vidare en vit strupe. 

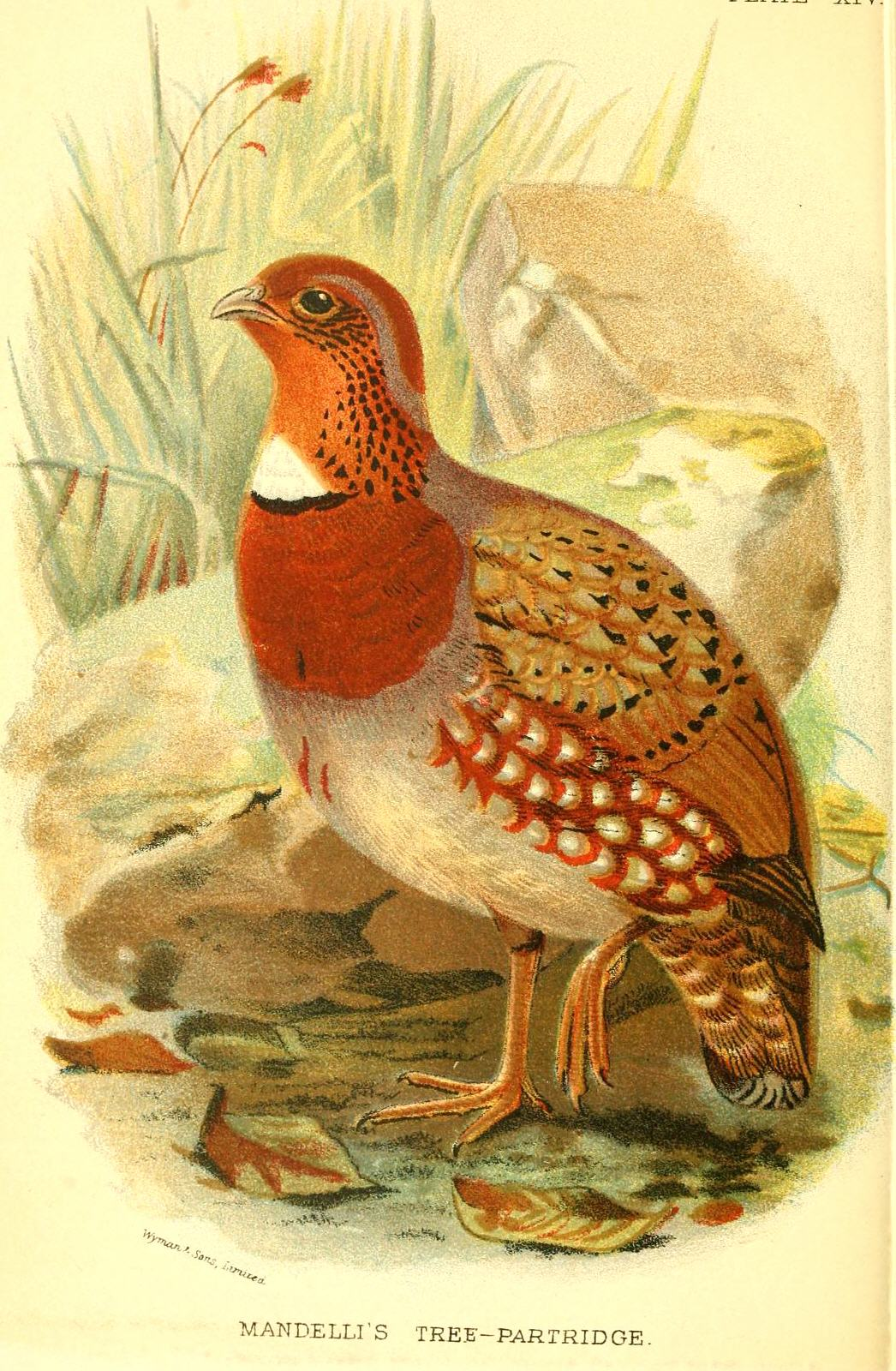

### Läte
Lätet är ett upprepat och högljutt "prrreeet", följ av serier bestående av fraser som "prr prr-e-it" som sedan ökar till ett klimax.

## Utbredning och systematik
Sikkimsånghönan förekommer i barrskogar en bit upp i bergen från Sikkim till sydöstra Tibet. Den behandlas som monotypisk, det vill säga att den inte delas in i några underarter.

## Levnadssätt
Sikkimsånghönan påträffas i undervegetation i städsegrön skog, främst mellan 1700 och 2000 meters höjd och ofta nära vattendrag. I Bhutan återfinns den endast i gammelskog, vilket kan betyda att den är känslig för skogsavverkning. Spelande fåglar har noterats mellan mitten av mars till juni.

## Status och hot
Sikkimsånghönan minskar i antal och dess utbredningsområde blir allt mer fragmentiserat till följd av skogsavverkning. Dock har insatser i Arunachal Pradesh lett till att skogar där arten lever skyddats. Beståndet uppskattas till mellan 80 000 och 140 000 vuxna individer. Internationella naturvårdsunionen IUCN kategoriserar den som nära hotad.

## Namn
Sikkimsånghönan beskrevs vetenskapligt av Allan Octavian Hume 1874 med protonymen Arborophila Mandellii, utifrån ett typexemplar insamlat i Bhutan. Fågelns vetenskapliga artnamn hedrar Louis H. Mandelli (1833-1880), italiensk teplantageägare i Darjeeling och Assam men även ornitolog och samlare av specimen.